# بوتشرون (مجوهرات)
بوتشرون (تنطق: [bu.ʃə.ʁɔ̃]) هو متجر مجوهرات فرنسي، يقع باريس 26 ميدان بلاس فيندوم. تديره شركة كيرنج. أسسه فريدريك بوتشرون عام 1858، كان أول عرض لمجوهراته في جاليري دي فالوا في القصر الملكي في باريس في أوج عصر الإمبراطورية الفرنسية الثانية. افتتح أول أتيليه له عام 1866، وبعدها بعام حصل على الميدالية الذهبية من المعرض العالمي، أكبر ثاني معرض في العالم الذي كان يعقد في باريس ويشارك فيه اثنين وأربعون دولة.